# CD Operário
Clube Operário Desportivo (doorgaans bekend als CD Operário, Operário dos Açores of gewoon Operário), is een Portugese voetbalclub uit Lagoa. De club werd opgericht in 1948 en speelt haar thuiswedstrijden in João Gualberto Borges Arruda in Lagoa. Het stadion kan maximaal 2500 toeschouwers huisvesten.